# Валгушев, Глеб Сергеевич
Глеб Сергеевич Валгушев (род. 12 декабря 2005, Петропавловск) — казахстанский футболист, нападающий клуба «Кайрат», выступающий на правах аренды за клуб «Кызыл-Жар».

## Клубная карьера
Футбольную карьеру начинал в 2022 году в составе клуба «Кайрат-Жастар». 23 июля 2022 года в матче против клуба «Кыран» (0:3) дебютировал в первой лиге Казахстана, выйдя на замену на 46-й минуте вместо Диаса Кушкумбаева. 18 августа 2023 года в матче против клуба «Арыс» (5:1) забил дебютный мяч в первой лиге Казахстана.
1 января 2025 года на правах аренды перешёл в клуб «Кызыл-Жар». 2 марта 2025 года в матче против клуба «Жетысу» дебютировал в казахстанской Премьер-лиге (1:1).

## Карьера в сборной
6 февраля 2021 года забил гол за сборную Казахстана до 17 лет в дебютном матче против сборной Молдовы до 17 лет (5:0).
16 июня 2023 года забил гол за сборную Казахстана до 19 лет в дебютном матче против сборной Молдовы до 19 лет (3:2).

## Клубная статистика
| Клуб             | Сезон            | Лига | Лига | Кубки | Кубки | Еврокубки | Еврокубки | Итого | Итого |
| Клуб             | Сезон            | Игры | Голы | Игры  | Голы  | Игры      | Голы      | Игры  | Голы  |
| Кайрат           |                  |      |      |       |       |           |           |       |       |
| ---------------- | ---------------- | ---- | ---- | ----- | ----- | --------- | --------- | ----- | ----- |
| → Кайрат-Жастар  | 2022             | 1    | 0    | —     | —     | —         | —         | 1     | 0     |
| → Кайрат-Жастар  | 2023             | 13   | 2    | —     | —     | —         | —         | 13    | 2     |
| → Кайрат-Жастар  | 2024             | 24   | 10   | —     | —     | —         | —         | 24    | 10    |
| → Кайрат-Жастар  | Итого            | 38   | 12   | —     | —     | —         | —         | 38    | 12    |
| Кызыл-Жар        | 2025             | 1    | 0    | —     | —     | —         | —         | 1     | 0     |
| Кызыл-Жар        | Итого            | 1    | 0    | —     | —     | —         | —         | 1     | 0     |
| Всего за карьеру | Всего за карьеру | 39   | 12   | —     | —     | —         | —         | 39    | 12    |